# 山田深夜
山田 深夜（やまだ しんや、1961年 - ）は、日本の小説家、ライダー。福島県須賀川市生まれ。神奈川県横須賀市在住。創作落語も手がける。

## 来歴
日本大学東北高等学校を卒業後、京浜急行電鉄で職員として約20年勤務する。ブルースハーピストとしてライブ活動を行いつつ、文筆活動を始める。原稿はプリントアウトしたものをホチキス留めにし、駅前などで手売りしていた。それに注目した地元タウン誌から原稿依頼があり、兼業作家となる。
1995年、阪神・淡路大震災被災地にてボランティアリーダーを務める。ライダーであることからオートバイツーリング雑誌「アウトライダー」やバイク雑誌「ミスターバイクBG」に原稿を書き始める。
1999年、物書きに専念するため、京浜急行電鉄を退社。エッセイ集『キャベツのはらわた』をアートジャングル社より自費出版する。
2004年、「ミスターバイクBG」の連載が打ち切られる。それまで書き溜めた原稿の束を持ち、在京の大手出版社に持ち込むも、ほぼ門前払いという対応をされた。その後、札幌の寿郎社から、本を作らせて欲しいとメールが届き、寿郎社社長兼編集長の土肥寿郎が横須賀を訪ね、出版が決まる。そうして2005年、街と人をテーマにした『横須賀Dブルース』と、旅と人をテーマにした『千マイルブルース』が寿郎社より発刊された。『千マイルブルース』については、2008年6月10日に幻冬舎文庫として刊行。
2006年、角川書店発行の文芸誌「野性時代」にて『電車屋赤城』連載開始。同作品は、筆者の私鉄勤務経験を基にしたエンターテインメント小説であり、様々な要素の詰まった良質な大衆文芸作品として第29回吉川英治文学新人賞にノミネートされた。
2008年2月20日、講談社より「ひとたびバイクに」を刊行。2018年5月、「ひとたびバイクに ツーリングを愛する者たちへ」を双葉文庫より刊行。講談社刊の「ひとたびバイクに」に、未収録の7編を文庫化に際し追加収録。
徳間書店の文芸誌「問題小説」2008年12月号にて短編「リターンズ」を発表。2009年に日本推理作家協会賞短編部門にノミネートされた。2019年9月に双葉社より刊行された「風になる日」に収録されている。
2009年11月、徳間書店「問題小説」にて「ロンツーは終わらない」の連載を開始。2011年2月28日、徳間書店より刊行。2013年7月に徳間文庫にて文庫化。巻末の「文庫化にあたり」で、東日本大震災にて須賀川市の実家が全壊したことを明かす。2020年5月、双葉文庫より刊行。徳間文庫本の内容に加え、取材時の著者自身の撮影と思われる画像を追加。
双葉社の文芸誌「小説推理」2011年5月号より、「横須賀ブロークンアロー」の連載が始まる。2017年5月、双葉文庫より刊行。
2020年3月、双葉社のWeb文芸マガジン「COLORFUL」にて「空の轍と大地の雲と」の連載を開始。2021年1月、書籍化し双葉社にて刊行。

## 著作
- キャベツのはらわた
- 横須賀Dブルース
  - 2005年3月 ISBN 4-902269-12-0
- 千マイルブルース
  - 2005年3月 ISBN 4-902269-13-9
  - 2008年6月 ISBN 978-4-344-41149-4
- 電車屋赤城
  - 2007年4月 ISBN 978-4-04-873765-4
  - 2011年8月 ISBN 978-4-04-394462-0-C0193
- ひとたびバイクに
  - 2008年2月 ISBN 978-4-06-214509-1
- ザ・ベストミステリーズ 2009 日本推理作家協会編 （問題小説（徳間書店刊）2009年号掲載作品『リターンズ』収録） ISBN 978-4-06-114910-6
- ロンツーは終わらない ISBN 978-4-19-863112-3
- 電車屋赤城 ISBN 978-4043944620
- Bluff 騙し合いの夜 ミステリー傑作選 2012年4月 講談社文庫 日本推理作家協会編集 「リターンズ」収録 ISBN 978-4062772280
- ロンツーは終わらない ISBN 978-4198937201
- 横須賀ブロークンアロー
  - 上 ISBN 978-4575519983
  - 下 ISBN 978-4575519990
- ひとたびバイクに ツーリングを愛する者たちへ ISBN 978-4-575-52111-5
- 風になる日  ISBN 978-4575242065
- ロンツーは終わらない ISBN 978-4-575-52356-0
- 空の轍と大地の雲と ISBN 978-4-5752-4368-0